# Pluchea microcephala
Pluchea microcephala là một loài thực vật có hoa trong họ Cúc. Loài này được R.K.Godfrey miêu tả khoa học đầu tiên năm 1952.